# Smolići
Smolići (en italien : Smolizzi) est une localité de Croatie située en Istrie, dans la municipalité de Višnjan, dans le comitat d'Istrie. En 2001, la localité comptait 38 habitants.

## Démographie
| 1948 | 1953 | 1961 | 1971 | 1981 | 1991 | 2001 |
| ---- | ---- | ---- | ---- | ---- | ---- | ---- |
| 100  | 94   | 78   | 58   | 64   | 49   | 38   |